# Jolonica nipponica
Jolonica nipponica är en armfotingsart som beskrevs av Yoshitaka Yabe och Kishio Hatai 1934. Jolonica nipponica ingår i släktet Jolonica och familjen Frenulinidae. Inga underarter finns listade i Catalogue of Life.